# Dometic

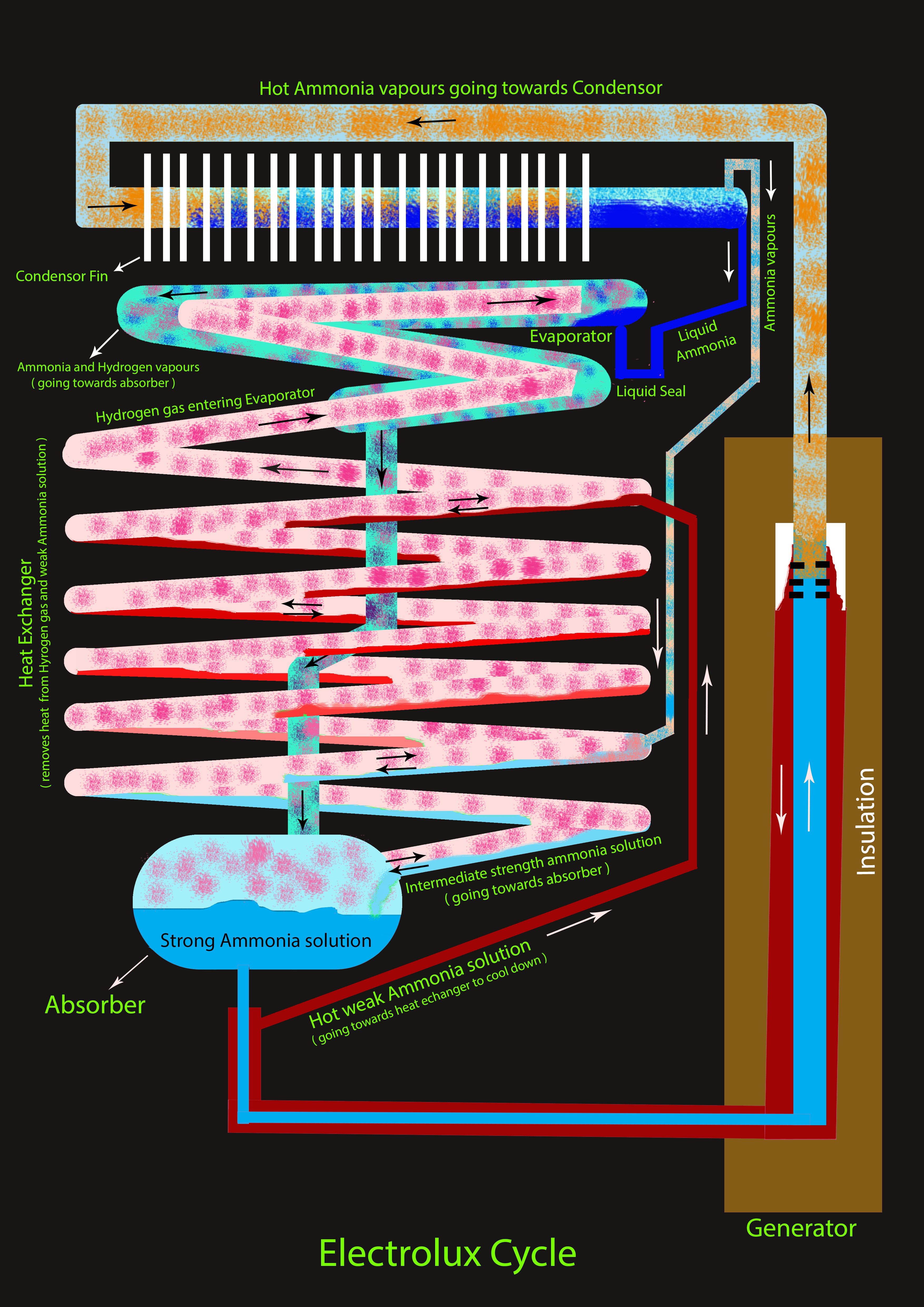
Electrolux-Zyklus (Kleinabsorber)

Dometic Group ist ein schwedischer Hersteller von Caravaninstallationen sowie Absorptionskältemaschinen. Das Unternehmen hat weltweit 6.350 Mitarbeiter und fertigt in 23 Werken in Europa, Nordamerika und Asien u. a. Minibars (Absorber-Technik), Caravan-Kühlsysteme, -Herde, -Türen und -Fenster, mobile Kühlsysteme, Sanitärsysteme für Caravans und Boote, Generatoren sowie Spezial-Kühl- und Tiefgefriergeräte (Kompressor-Technik) für Medizin, Pharmazie und Forschung. Ebenfalls die WAECO ASC Klimaservicegeräte im Bereich der KFZ Werkstattausrüstung. Der deutsche Hauptsitz der Dometic-Gruppe ist die Dometic Germany Holding GmbH mit Sitz in Siegen.

## Geschichte
Bis zum Jahr 2001 war Dometic Bestandteil des schwedischen Electrolux-Konzerns.
Von 2005 an gehörte Dometic zum Unternehmen BC Partners, das auf außerbörslichem bzw. privatem Eigenkapital basiert (Private-Equity-Unternehmen). Im September 2009 übernahm ein Bankenkonsortium 70 Prozent der Anteile; weitere 30 Prozent wurden vom Management übernommen. Der Eigentümerwechsel stand im Zusammenhang mit der Verschuldung des Unternehmens von zu diesem Zeitpunkt rund 1,3 Milliarden Euro.
Seit dem Jahr 2000 – noch zu Electrolux-Zeiten – gehört die Fa. Seitz, Hersteller von Caravanfenster und -türen, aus Krautheim zum Konzern.
Seit dem 1. März 2007 gehört die Waeco-Gruppe mit Hauptsitz Emsdetten mit 1.800 Mitarbeitern der Dometic-Gruppe an.
Seit Mai 2011 gehört die Dometic-Gruppe wieder zu dem schwedischen Private-Equity-Fonds EQT, der schon einmal der Besitzer war (nach Electrolux und vor BC Partners).
Am 25. November 2015 ging Dometic mit einem Börsenwert von 528 Millionen US-Dollar an die Börse. Der Private-Equity-Fond EQT war zu diesem Zeitpunkt mit 57 % der größte Anteilsinhaber.
Im Jahr 2016 erwirtschaftete das Unternehmen einen Gesamtumsatz von 12,39 Mrd. SEK.

## Werke
| Werk                        | Produkte                                                         |
| --------------------------- | ---------------------------------------------------------------- |
| Shenzhen, China             | Solarboiler                                                      |
| Wuhu, China                 | Boiler, Kabelbäume                                               |
| Zhuhai, China               | Kühlschränke und Klimaanlagen für Wohnmobile und LKWs            |
| Geluwe, Belgien             | Sonnensegel                                                      |
| Dillenburg, Deutschland     | Lampen                                                           |
| Emsdetten, Deutschland      | PKW-Klimaanlagen                                                 |
| Krautheim, Deutschland      | Fenster und Türen                                                |
| Siegen, Deutschland         | Minibars und Wohnmobilkühlschränke                               |
| Jászberény, Ungarn          | Kompaktkühlschränke und Kühlboxen                                |
| Bassano del Grappa, Italien | Zulieferer für das Werk Filakovo                                 |
| Forlì, Italien              | Generatoren                                                      |
| Mailand, Italien            | Klimaanlagen für Schiffe                                         |
| Fiľakovo, Slowakei          | Küchengeräte, Spülen, Werkstattausrüstung ASC Klimaservicegeräte |
| Girona, Spanien             | Safes                                                            |
| Tidaholm, Schweden          | Fenster                                                          |
| Big Prarie (Ohio), USA      | WCs                                                              |
| Elkhart (Indiana), USA      | Kühlschränke, Sitze, Lüftung                                     |
| Greenbrier (Tennessee), USA | Boiler                                                           |
| LaGrange (Indiana), USA     | Sonnensegel                                                      |
| Pompano Beach, USA          | Klimaanlagen für Schiffe                                         |
| Salt Lake City, USA         | Gasherde, Gasmelder                                              |